# 1874年日本號沉没
|  |

日本號沉沒，指美国太平洋郵遞蒸汽船公司的日本号（SS Japan）在1874年12月17日（同治十三年）23時25分於清朝廣東省汕頭對開64公里失火，並於翌晨沉沒。船长為愛德華·華沙（Edward Warsaw）。391名中國人死亡，4名外國人死亡。
此船由美國加州三藩市開往英屬香港，航程約33日，經日本橫濱。乘客大多為賺滿錢回鄉的美國和日本華工，來自廣東台山尤多。後來英屬香港派出John Roberts船長打撈沉船財物。

## 船程
以每天321公里速度驶向横滨，在航程第26天抵横滨。

## 貨物
旧金山起航時船上載975吨货物，121袋海運邮件。另有168箱價值368,608美元的新鑄貿易銀元、8,200美元的黃金，另有指船上的華工人均帶上約300美元的財物。此等財物後來英國派出John Roberts船長打撈。由於沉船、打撈海域屬英國汕頭海關（潮海關）管轄，海關載有很多史料。

## 死亡人數統計
由於中途在橫濱有上落客，船上人數與死亡人數有很多不一的描述。
- 三藩市起航時船上有537名乘客，在当地不少中国乘客登船，12月11日，“日本号”搭载有667名船员与乘客启程往香港，其中中国乘客就有426人。最終391名华工遇难。[1]
- 船上搭载有567名船员与乘客，其中有425名旅美华工，最后仅有151名中国船员及乘客生还。[3]
- 船上搭载有557人，包括船员128人，乘客429人；因煤堆起火无法扑救，生还者仅151人，另有391名华人乘客失踪。[4]

- 上海市地方志办公室載，美国轮船“渣班”号在十月十一日（12月19日，註：此日期為誤）「在汕头以南120里海面火焚，死395人（其中外国人4名，余为中国人）。」[5]

## 獲救者
而洋人方面，乘客裡有预备到广东履新的美国驻广州领事Dr. R.M. Tindall，他与船长Edward Warsaw都能及时逃生。只有34名华人乘客及约40至50名华籍船员获救。

## 外部連結
- 香港海事博物館藏「日本」號蒸汽船於香港（石板畫） （页面存档备份，存于）